# Малявкін Олександр Олександрович
Олександр Олександрович Малявкін (нар. 27 квітня 1946) — радянський російський футболіст, півзахисник.

## Кар'єра гравця
Вихованець футбольної академії московського «Динамо». Переможець різних юнацьких турнірів. У складі дубля «біло-блакитних» виступав з 1964 року, всього в першості дублерів зіграв 82 матчі і відзначився 3 голами.
У складі основної команди «Динамо» в чемпіонаті СРСР дебютував 2 липня 1966 року в матчі проти «Арарату». Всього зіграв два матчі у вищій лізі, обидва — в сезоні 1966 року.
З 1968 по 1969 рік грав в «Металісті» у другій групі класу «А». У 1970 році перебував у складі «Торпедо» з Москви, але не провів жодного матчу і повернувся до Харкова. Наприкінці кар'єри виступав за вологодське «Динамо».

## Особисте життя
Батько, Олександр Хомич (1918-1989), теж був футболістом і виступав за московське «Динамо».